# Gótská linie
Gótská linie (něm. Gotenstellung, it. Linea Gotica) je systém opevnění budovaný Němci v severní Itálii během druhé světové války. Představovala poslední velkou obrannou linii polního maršála Alberta Kesselringa, jež měla zadržet další postup Spojenců pod vedením generála sira Harolda Alexandra.

## Boje o Gótskou linii

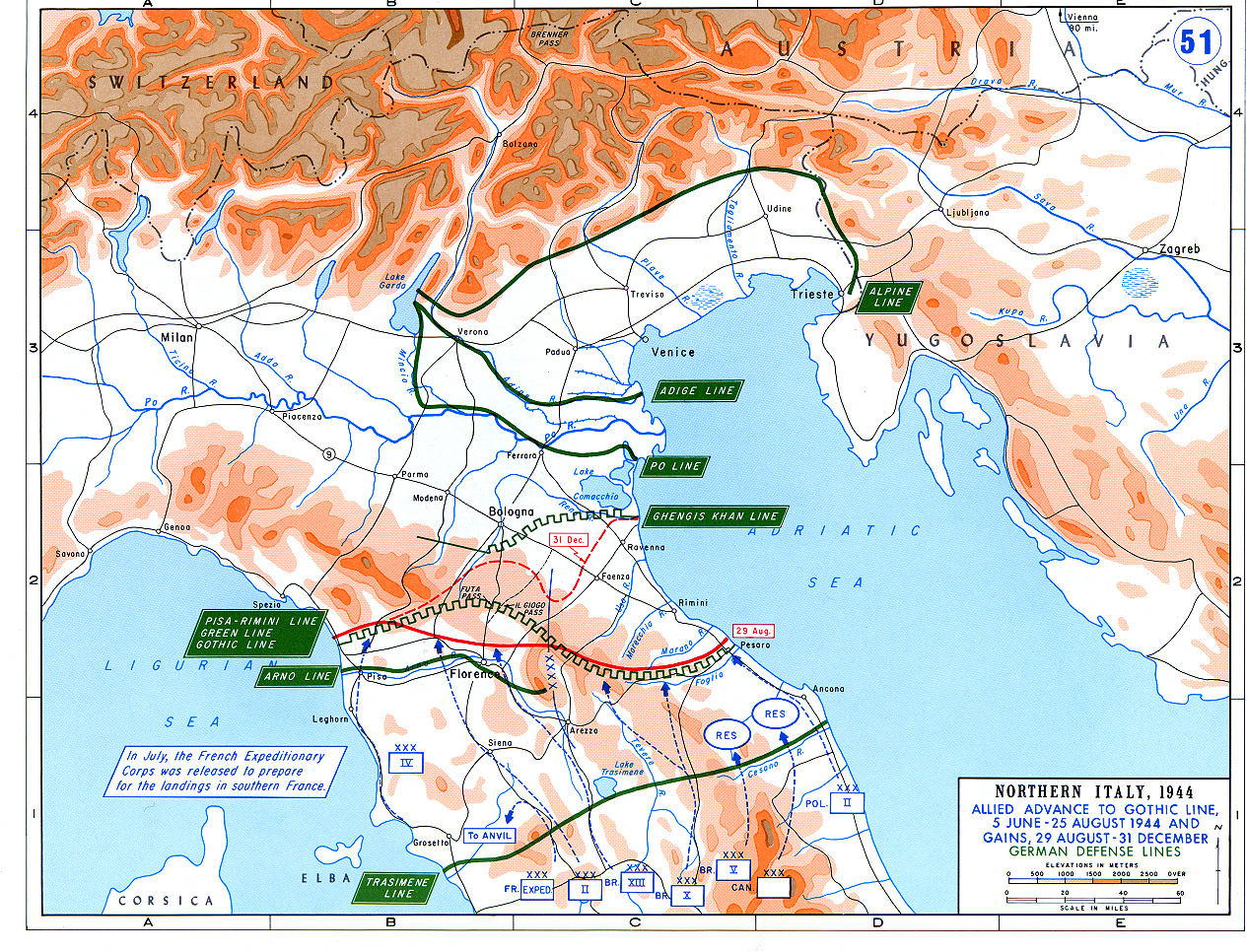
Systém německých obranných linií v severní Itálii v roce 1944.

Bojů o linii se na straně Spojenců zúčastnila především americká Pátá armáda, jejíž součástí byl i Brazilský expediční sbor, a britská Osmá armáda. Na druhé straně barikády se na nápor připravovala německá 10. armáda a 14. armáda Ligurie.
Linie se opírala o horský masiv Apenin, táhla se od pobřeží Tyrhénského moře k městu Pesaro na pobřeží Jaderského moře. S využitím více než 15 000 totálně nasazených osob bylo postaveno na 2 500 dobře opevněných a zamaskovaných bunkrů, kasemat, kulometných hnízd a pozorovatelen, přičemž při její délce se obrana opírala převážně o obtížně průchodný terén a roztroušené usedlosti proměněné na obranná postavení. Zprvu došlo k narušení linie během bojů o Rimini, kde se vyznamenala 3. řecká horská brigáda, linie však nápor vydržela. V podobném duchu se nesly i další boje až do března 1945, definitivně prolomena ale byla až v květnu toho roku během závěrečné spojenecké ofenzivy italského tažení.